# Sphaerodromia kendalli
Sphaerodromia kendalli is een krabbensoort uit de familie van de Dromiidae. De wetenschappelijke naam van de soort is voor het eerst geldig gepubliceerd in 1894 door alcock & Anderson.